# Lonely People
Lonely People è un brano musicale del gruppo musicale pop rock America, pubblicato nel 1974 come secondo singolo per il loro quarto album, Holiday. Fu scritto dai coniugi Dan e Catherine Peek e prodotto da George Martin.
Il singolo contiene sul lato B Mad Dog.
La canzone raggiunse la quinta posizione nella Billboard Hot 100.

## Storia
Si trattò dell'unico brano composto dal membro Dan Peek ad entrare nella la Top 10 della Billboard Hot 100, e fu la seconda canzone del gruppo a raggiungere la vetta della classifica Easy Listening, nel febbraio 1975.
"Lonely People" non era originariamente pianificata per l'inclusione in Holiday. Dan Peek aveva in precedenza mandato un demo del brano a John Sebastian per proporgli di registrare un singolo, ma non ebbe successo.